# Museo Casa de Allende
El Museo Casa Allende es la casa habitación de Ignacio de Allende y Unzaga, que fue un importante caudillo ya que fue líder e iniciador en la Independencia de México. Está ubicado en Cuna de Allende esq. Umarán, San Miguel de Allende, Guanajuato.

## Museo
El Instituto Nacional de Antropología e Historia presentó al gobierno de Guanajuato el proyecto, iniciando los montajes en 1989.
En este museo, se da a conocer una breve crónica de la villa de San Miguel el Grande durante los siglos XVI, XVII y XVIII
También se muestra la ambientación de una pulpería, también la Botica del Sagrado Corazón que era una farmacia que permaneció en ese mismo lugar hasta 1979.
Se hace énfasis en las reformas borbónicas que produjeron un descontento generalizado en la población novohispana como preludio de la gran rebelión americana.
En este museo se ambienta toda la casa en la que el caudillo desarrollaba su vida (salas, recámaras, oratorio, cocina y establo) esto con la finalidad de mostrar como vivía una familia criolla a principios del siglo XIX, de manera breve se describe la biografía del héroe, así como parte de la guerra de independencia, así como las diferencias entre Ignacio de Allende y Miguel Hidalgo, captura, proceso y muerte de Ignacio de Allende.
La inauguración fue en marzo de 1990.

## Inmueble
Su construcción inició en 1760 por Domingo Narciso de Allende y Ayerdi y al año fue dado como regalo de bodas a María Josefa de Unzaga.
La fachada es asimétrica; su entrada principal tiene una portada barroca con elementos neoclásicos, con balcones y rejas de herrería en fierro forjado, consta de dos niveles.
En la primera sala de la planta baja, podremos ver las características de la región desde el Plioceno, desarrollo prehispánico local y los primeros asentamientos en la cuenca del río Laja. En la Planta Alta las salas se refieren a la fundación San Miguel en la época novo hispana,

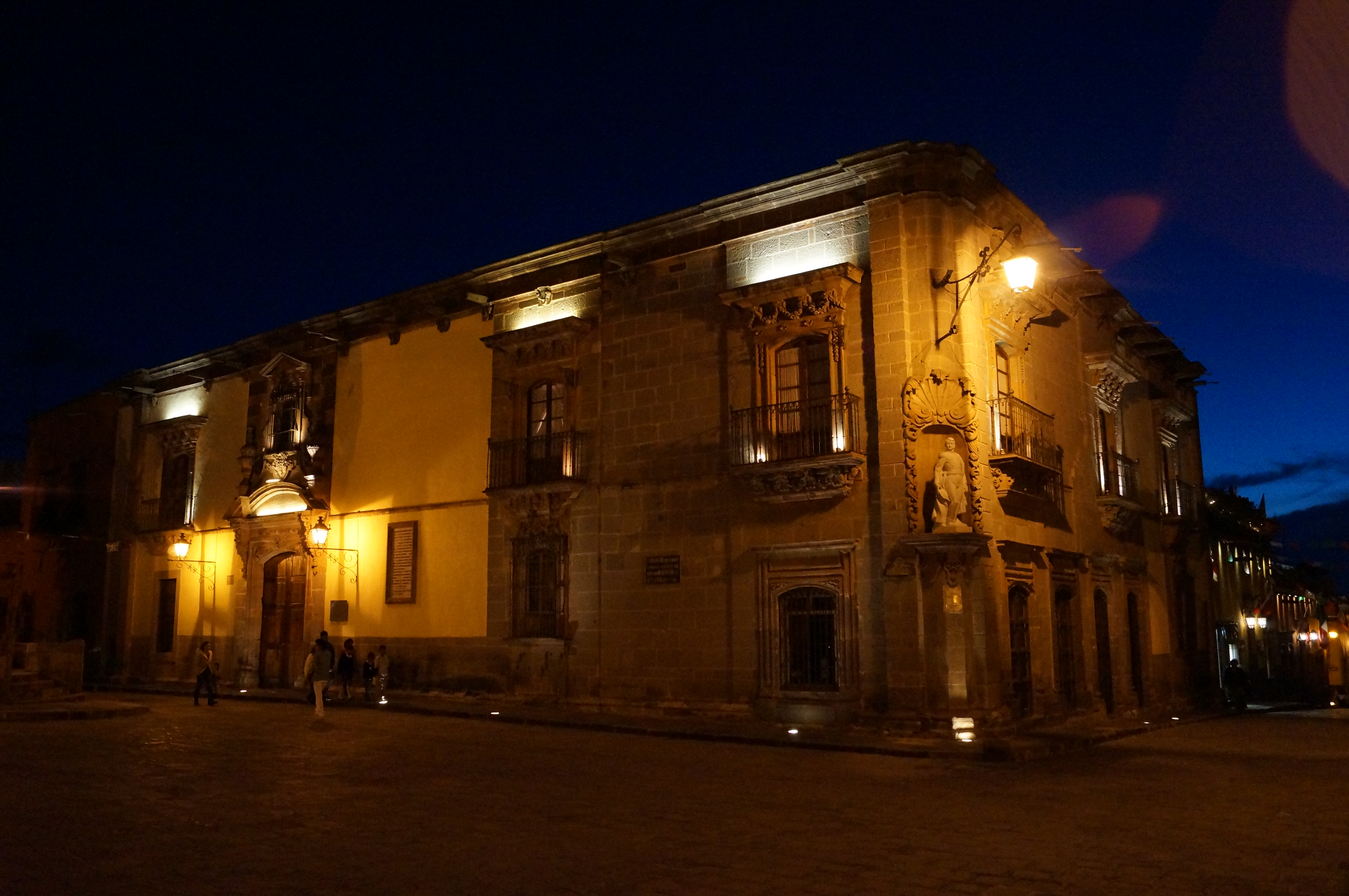
Casa de Allende

Aspectos de la vida social y cultural de San Miguel, comercio, artesanías, educación y la formación de milicias.
En la planta baja se encuentran las salas

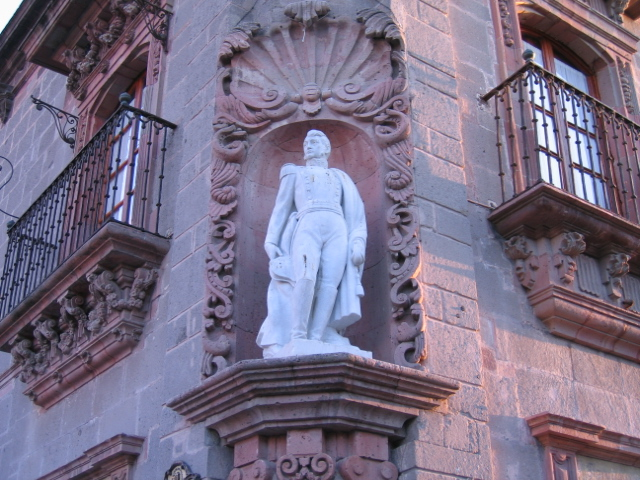
Hornacina en el Museo casa de Allende

### Salas
- La antesala (A)
- La antesala (B)
- Sala de asistencia (A)
- Sala de asistencia (B)
- negro
- Sala de estrado (B)
- Oratorio (A)
- Oratorio (B)
- Recámara (A)
- Recámara (B)
- Pulpería
- ¿Quién es quién? siglo XVI
- ¿Quién es quién? siglos XVII y XVIII
- Cómo, cuándo y dónde?
- Cómo, cuándo y dónde? (A)
- Cómo, cuándo y dónde? (B)
- El que sabe... sabe
- El que sabe... sabe (siglo XVIII)
- Al más puro estilo del siglo XVI
- Al más puro estilo del siglo XVI
- Al más puro estilo del siglo XVIII
- Los grandes de San Miguel
- Con memoria...

### Restauración
El museo cerró en octubre de 2007 para dar paso a las obras de restauración, entre ellas la instalación del sistema de drenaje, renovación de instalación eléctrica, dotación de equipos de seguridad y de iluminación museográfica.
Mantenimiento mayor de carpintería y protección para maderas históricas, restitución de aplanados en muros y tono original de pintura en el inmueble colonial, impermeabilización de cubiertas ya adecuación de servicios sanitarios. El edificio conserva toda la herrería del siglo XVIII, sello distintivo de una de las principales actividades de la región desde el periodo novohispano hasta la fecha.
Fue el primer recinto museístico remodelado por el Instituto Nacional de Antropología e Historia como parte de los festejos del Bicentenario de la Independencia,tras dos años de reestructuración integral y siete millones de pesos en inversión, fue reinaugurado en abril del 2009 por el presidente de México, Felipe Calderón Hinojosa.

## Propietarios
Al finalizar la Independencia de México, el gobierno regresó la propiedad a sus dueños, quienes posteriormente la vendieron.
Desde 1860 perteneció a la familia González Larrinúa y a principios del siglo XX fue vendida a la familia del señor Vega, que la conservó hasta 1976 año en que la adquirió el estado de Guanajuato que inició su restauración en 1985.